# Pilar de Goiás
Pilar de Goiás este un oraș în Goiás (GO), Brazilia.